# Heinrich Baumer
Heinrich Baumer (* 17. April 1891 in Waldkirch; † 8. Juli 1962 ebenda) war ein deutscher Schreinermeister und Politiker.
Nach seiner Volksschulausbildung und der Lehre zum Schreiner machte der katholische Baumer im Jahre 1921 seine Meisterprüfung. Bis 1933 war er Inhaber einer Schreinermeisterei und war Gemeinderat und führender Kommunalpolitiker der Deutschen Zentrumspartei (ZENTRUM) in Waldkirch. Außerdem bekleidete er von 1921 bis 1933 das Amt des Bezirksleiters des Zentralverbandes christlicher Holzarbeiter in der Christlichen Gewerkschaft.
Als ausgesprochener Gegner des Nationalsozialismus erfuhr Baumer heftige Kritik seitens der NS-Lokalpresse, die im Jahre 1933 nach offenen Drohungen zum Verlust seines Arbeitsplatzes führte. Als Betriebsleiter der Waldkircher Kartonagenfabrik und Geschäftsführer der Waldkircher Verlagsgesellschaft sicherte er sich ab 1934 seine Einkünfte. Durch Freundschaft mit Jakob Kaiser (1888–1961) erlangte er Kontakt zur Stuttgarter Widerstandsgruppe um Joseph Ersing (1882–1956) und wurde schließlich Ersings Verbindungsmann in Waldkirch. Im Rahmen der Aktion „Gewitter“ wurde er am 20. Juli 1944 verhaftet. 
Nach dem Zweiten Weltkrieg nahm Baumer seine politischen Tätigkeiten wieder auf und wurde Mitglied im Gremium der Beratenden Landesversammlung Badens sowie Politiker der Badischen Christlich-Sozialen Volkspartei (BCSV). Als Nachfolgepartei begründete er die Christlich Demokratische Union Deutschlands (CDU) in Waldkirch mit. Von 1947 bis zur Gründung des Landes Baden-Württemberg im Jahre 1952 war Baumer Stadtrat Waldkirchs, Mitglied des Kreistages und Badischen Landtages.
Baumer zu Ehren wurde die Heinrich-Baumer-Straße in Waldkirch nach ihm benannt.